# Cladochaeta wilhansoni
Cladochaeta wilhansoni är en tvåvingeart som beskrevs av David Grimaldi och Nguyen 1999. Cladochaeta wilhansoni ingår i släktet Cladochaeta och familjen daggflugor.
Artens utbredningsområde är Utah. Inga underarter finns listade i Catalogue of Life.